# Tropidophorus latiscutatus
Espèce
Statut de conservation UICN

 DD  : Données insuffisantes
Tropidophorus latiscutatus est une espèce de sauriens de la famille des Scincidae.

## Répartition

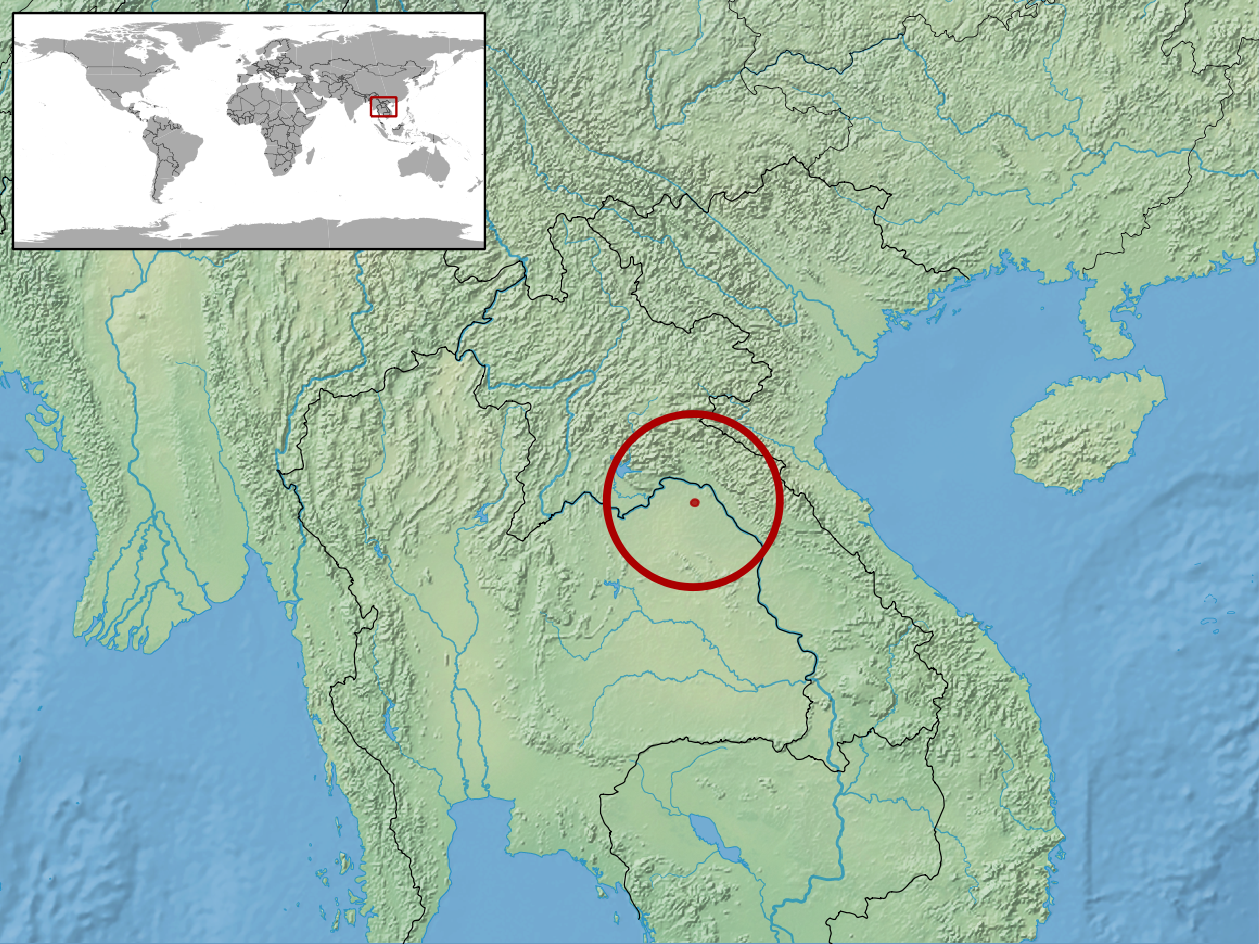
Répartition de l'espèce.

Cette espèce est endémique de Thaïlande.

## Publication originale
- Hikida, Orlov, Nabhitabhata & Ota, 2002 : Three new depressed-bodied water skinks of the genus Tropidophorus (Lacertilia: Scincidae) from Thailand and Vietnam. Current Herpetology, vol. 21, no 1, p. 9-23 (texte intégral).